# Fergana
Fergana hoặc Ferghana (tiếng Uzbek: Farg'ona/Фарғона; tiếng Ba Tư: فرغانه Farghāneh; tiếng Nga: Фергана́) (dân số: 214,000), là một thành phố nằm trong tỉnh Fergana phía đông của Uzbekistan, tại rìa phía nam của thung lũng Fergana ở phía nam Trung Á, cắt qua biên giới của Kyrgyzstan, Tajikistan, và Uzbekistan. Fergana có cự ly khoảng 420 km về phía đông Tashkent, và khoảng 75 km về phía tây Andijan.
Lịch sử Phật giáo trong Ngụy Thư có nhắc đến Phá-lạc-na mà học giả cho là phiên âm xứ Ferghana.

## Khí hậu
Fergana có khí hậu sa mạc lạnh (phân loại khí hậu Köppen BWk). Lượng mưa trung bình hàng năm là dưới 200mm.
| Dữ liệu khí hậu của Fergana                      | Dữ liệu khí hậu của Fergana | Dữ liệu khí hậu của Fergana | Dữ liệu khí hậu của Fergana | Dữ liệu khí hậu của Fergana | Dữ liệu khí hậu của Fergana | Dữ liệu khí hậu của Fergana | Dữ liệu khí hậu của Fergana | Dữ liệu khí hậu của Fergana | Dữ liệu khí hậu của Fergana | Dữ liệu khí hậu của Fergana | Dữ liệu khí hậu của Fergana | Dữ liệu khí hậu của Fergana | Dữ liệu khí hậu của Fergana |
| Tháng                                            | 1                           | 2                           | 3                           | 4                           | 5                           | 6                           | 7                           | 8                           | 9                           | 10                          | 11                          | 12                          | Năm                         |
| ------------------------------------------------ | --------------------------- | --------------------------- | --------------------------- | --------------------------- | --------------------------- | --------------------------- | --------------------------- | --------------------------- | --------------------------- | --------------------------- | --------------------------- | --------------------------- | --------------------------- |
| Cao kỉ lục °C (°F)                               | 16.3 (61.3)                 | 23.1 (73.6)                 | 29.0 (84.2)                 | 34.4 (93.9)                 | 39.2 (102.6)                | 41.3 (106.3)                | 42.2 (108.0)                | 41.4 (106.5)                | 37.1 (98.8)                 | 32.6 (90.7)                 | 29.0 (84.2)                 | 17.6 (63.7)                 | 42.2 (108.0)                |
| Trung bình ngày tối đa °C (°F)                   | 4.6 (40.3)                  | 7.6 (45.7)                  | 14.7 (58.5)                 | 22.3 (72.1)                 | 27.6 (81.7)                 | 33.1 (91.6)                 | 34.7 (94.5)                 | 33.6 (92.5)                 | 28.8 (83.8)                 | 21.2 (70.2)                 | 13.4 (56.1)                 | 6.2 (43.2)                  | 20.7 (69.3)                 |
| Trung bình ngày °C (°F)                          | 0.3 (32.5)                  | 2.9 (37.2)                  | 9.3 (48.7)                  | 16.0 (60.8)                 | 20.9 (69.6)                 | 25.7 (78.3)                 | 27.4 (81.3)                 | 25.8 (78.4)                 | 20.7 (69.3)                 | 13.8 (56.8)                 | 7.4 (45.3)                  | 1.7 (35.1)                  | 14.3 (57.7)                 |
| Tối thiểu trung bình ngày °C (°F)                | −2.8 (27.0)                 | −0.6 (30.9)                 | 4.9 (40.8)                  | 10.5 (50.9)                 | 14.6 (58.3)                 | 18.5 (65.3)                 | 20.3 (68.5)                 | 18.7 (65.7)                 | 13.7 (56.7)                 | 8.0 (46.4)                  | 3.2 (37.8)                  | −1.2 (29.8)                 | 9.0 (48.2)                  |
| Thấp kỉ lục °C (°F)                              | −25.8 (−14.4)               | −25.5 (−13.9)               | −17.9 (−0.2)                | −4.8 (23.4)                 | 1.2 (34.2)                  | 7.4 (45.3)                  | 10.1 (50.2)                 | 7.8 (46.0)                  | 0.5 (32.9)                  | −7.4 (18.7)                 | −22.8 (−9.0)                | −27.0 (−16.6)               | −27.0 (−16.6)               |
| Lượng Giáng thủy trung bình mm (inches)          | 18.3 (0.72)                 | 20.7 (0.81)                 | 25.4 (1.00)                 | 22.8 (0.90)                 | 21.7 (0.85)                 | 11.1 (0.44)                 | 5.3 (0.21)                  | 3.1 (0.12)                  | 6.0 (0.24)                  | 16.7 (0.66)                 | 18.0 (0.71)                 | 24.2 (0.95)                 | 193.3 (7.61)                |
| Số ngày giáng thủy trung bình                    | 9                           | 10                          | 10                          | 11                          | 13                          | 10                          | 8                           | 5                           | 4                           | 6                           | 7                           | 9                           | 102                         |
| Số ngày mưa trung bình                           | 4                           | 7                           | 10                          | 10                          | 13                          | 10                          | 8                           | 5                           | 4                           | 6                           | 7                           | 6                           | 90                          |
| Số ngày tuyết rơi trung bình                     | 7                           | 5                           | 1                           | 0.1                         | 0                           | 0                           | 0                           | 0                           | 0                           | 0.3                         | 1                           | 5                           | 19                          |
| Độ ẩm tương đối trung bình (%)                   | 81                          | 76                          | 67                          | 61                          | 56                          | 48                          | 48                          | 52                          | 56                          | 66                          | 74                          | 82                          | 64                          |
| Số giờ nắng trung bình tháng                     | 106                         | 109                         | 153                         | 205                         | 276                         | 337                         | 362                         | 345                         | 292                         | 218                         | 150                         | 95                          | 2.648                       |
| Nguồn 1: Trung tâm Khí tượng Thủy văn Uzbekistan |                             |                             |                             |                             |                             |                             |                             |                             |                             |                             |                             |                             |                             |
| Nguồn 2: Pogoda.ru.net NOAA                      |                             |                             |                             |                             |                             |                             |                             |                             |                             |                             |                             |                             |                             |

## Nhân khẩu
Dân số của thành phố Fergana là khoảng 299.200 người vào năm 2022. Người Tajik và người Uzbek là những nhóm dân tộc đông nhất.